# Serge Utgé-Royo
Serge Utgé-Royo est un auteur-compositeur-interprète français, actif depuis 1973.

## Biographie
Fils d'exilés républicains de la guerre d'Espagne, d'origine catalane, Serge Utgé-Royo se produit sur scène depuis 1973. Il a dix-neuf albums à son actif et quelques milliers de scènes... Il est aussi l'auteur d'un roman, de recueils de poésie et de nouvelles. Comédien, il joue Bertolt Brecht, Jean-Claude Grumberg, Kated Yacine, Armand Gatti... Il est également traducteur de l'espagnol au français pour Le Cherche midi ou le Tétraslyre.

## Discographie
CD
2010 : Les 3 volumes des Contrechants de ma mémoire sont réédités en un coffret 3 CD, avec des illustrations originales de Jacques Tardi.
DVD
- 2007 : Serge Utgé-Royo en concert : les musiques de la vie - Le parc était vivant... - Comme les chats - Une énorme boule rouge -  Des hivers qui durent douze mois... -  Sur la Commune -  Le soldat de Marsala -  Tristes cités - Comme un grand d'Espagne - Le bonheur est fatigué - Dans le jardin de Marie-Jeanne -  Amis, dessous la cendre... - Les pieds du vieux républicain - L'estaca - Si l'utopie marque le pas... - Ni dieu ni maître (Léo Ferré) -  Les grands loups de l'enfance... - C'est l'instant de se faire des signes.
- 2006 : Tranches de scènes - Chansons en stock no 4. Une heure (et plus !) autour de Serge Utgé-Royo.  (durée 1 h 58). Éric Nadot rencontre Serge, l'interroge sur son rapport à la scène et parle de quelques artistes... le tout en chansons, sur scène... Sur abonnement auprès de Tranches de scènes, association loi de 1901. http://www.tranchesdescenes.net/

Vinyles
- 1988 : Ici... Là-bas (45 tours, Mar Aberto, Liège)Face A. Cantar alentejano (José Afonso)

Face B. Tout le sang du monde, sauf celui de Français... (S. Utgé-Royo)
- 1985 : Quartiers de couleurs (33 tours, Studio MD, Liège)

1. Balade aux usines du Nord
2. Si tu passes, un jour, par la ville de Paris...
3. Et si j'osais chanter la beauté des choses
4. Le parcours du guitareux
5. Une musique tangue sur l'océan des larmes...
6. Où êtes-vous, compagnes, où dormez-vous ce soir ?
7. Quartiers de couleurs
8. Le parc était vivant...
9. Mon ami au cœur anar
10. L'absurde quête de l'absence
11. Le seul ami que je n'ai pas choisi
12. Lentement, les brebis remontent vers la lune...

Participation à des disques collectifs
- Chroniques de résistance - Tony Hymas Livre-disque édité par Nato - 27 chansons, dont 2 écrites par Serge Utgé-Royo, l'une dédiée à Ponzan et l'autre à Suzy Chevet (2014 - Production Nato, réf. Nato 4469)- Des textes de René Char, Armand Gatti, Robert Desnos, Sylvain Girault, des musiques de Tony Hymas...
- Dictionnaire des chansons politiques et engagées Compilation offerte avec l'ouvrage de Christiane Passevant et Larry Portis / 12 chansons  interprétées par Serge Utgé-Royo, Compagnie Jolie Môme... (2008 - Production Édito-Musiques)
- Ils chantent Julos Beaucarne Compilation de 22 chansons de Julos, par Nougaro, Laffaille, Pauline Julien, Jofroi, Utgé-Royo, etc. Serge Utgé-Royo, celui qui marche sur l'herbe de la réalité du monde, Julos Beaucarne (2007 - Production Louise-Hélène, Sowarex, Belgique)
- 20 ans d'antifascisme radical Compilation produite pour les 20 ans du SCALP / No Pasaràn (2005 - Les Productions du Baron - BAR001)
- Le Cri du Peuple CD offert avec la version intégrale de la Bande dessinée de Jacques Tardi. 15 chansons de et sur la Commune - Avec Jacques Tardi, Francesca Solleville, Bruno Daraquy, D. Grange... (2005 - Casterman / Édito-Musiques).
- Pour les éditions du Reader's digest, enregistrement d'une dizaine de chansons des répertoires français, latino-américains ou espagnols, parmi lesquels Espagne de tous les soleils, La France en chansons", "America latina... 7 compilations, de 2004 à 2011. (Reader's digest / Édito-Musiques).
- Du rire aux armes Double disque-compact contenant trente-deux chansons et monologues de Jules Jouy. Avec Annie Papin - Christophe Bonzom - Jean-Luc Debattice et Serge Utgé-Royo, accompagnés par Philippe Leygnac (2000, production : Label de Cadisc / Édito-Musiques).
- Obrigado Otelo avec Mikis Theodorakis, Jacques Higelin, Renaud, Jo Moustaki, Lluis Llach, Chico Buarque, Mercedes Sosa, etc. (1989, 33 Tours Le Chant du Monde, Paris).
- Contre le racisme partout ! (1987, 33 Tours, Powerplay-Zytglogge, Gümligen, Suisse).
- Vent du Nord, vent du Sud (1980, 33 Tours, Vent du Sud, Liège).
- Ça branle dans le manche ! (1975, 33 Tours, Le Temps des Cerises, Paris). Une face Utgé-Royo, l'autre François Tusques...

## Œuvre bibliographique
- Une larme de poésie, recueil poésie, Paris, 1970.
- Confessionnal de chiffon, recueil poésie, Paris, 1973, puis Édition La quotidienne, Fontenay, 1977.
- Quartiers de couleurs, recueil poésie, Liège, 1985.
- Masupa, l'homme de toutes les couleurs, conte, Liège, Le Tétras Lyre, 1994.
- Noir coquelicot, roman historique, première édition : Encrage, Amiens, 1995 ; réédition, Édito Lettres, Paris, 2005.
- L'espoir hésite..., textes et poèmes, Christian Pirot Éditeur, Saint-Cyr-sur-Loire, 2005.
- L'arc-en-ciel des hommes, conte musical avec double CD, Édito-Musiques, Paris, 2005.
- Postface de Vieux compagnons dont la jeunesse est à la douane, roman, éditions Tirésias, Paris, 2006. Le titre est emprunté à la chanson de Serge Utgé-Royo Pardon, si vous avez mal à votre Espagne... (Juillet 1936).
- Traduction française du livre de Evelyn Mesquida La Nueve, 24 août 1944, ces républicains espagnols qui ont libéré Paris, Le cherche-midi, Paris, 2011 et ré-éd. 2014. préface Jorge Semprún.
- La Griffe et le Velours, recueil de nouvelles, Édito-lettres et Noir coquelicot, Paris, 2014.
- Brigadistes !, recueil de nouvelles, Éditions du Caïman, Saint-Étienne, 2018.
- Traduction française du livre de Federica Montseny Pasión y muerte de los Espagnoles en Francia - Témoignages des républicains espagnols en France 1939-1945, Éditions CNT-RP et l'association 24 août 1944, Paris, 2018. (3e édition et 1re traduction en français ; manuscrit de 1949, publié en 1950 ; 2e édition en 1969)
- Catalans, recueil de nouvelles, Éditions Arcane 17, Paris, 2016. La nouvelle signée Utgé-Royo s'intitule Pauvres fraternités. Recueil en soutien aux prisonniers politiques catalans.
- C'est l'anarchie, recueil de nouvelles, Saint-Étienne, 2020, Éditions du Caïman.
- Vive la Commune !, recueil de nouvelles, Saint-Étienne, 2021, Éditions du Caïman.
- Au-delà des colères muettes, recueil de nouvelles, Saint-Étienne, 2022, Éditions du Caïman.

## Filmographie - Documentaire
- Bernard Baissat, Video, puis DVD : Écoutez Serge Utgé-Royo[1], vidéo, 58 min, TV cable, 1999.
- DVD Serge Utgé-Royo en concert à Paris, au mois de mai..., production Édito-Musiques, Paris, 2007.
- DVD Tranches de scènes, 1 heure (ou 2 !) avec... Serge Utgé-Royo, production TDS-Éric Nadot, Paris, 2009.

## Spectacles, concerts
- En France, Belgique, Suisse, et à l'occasion en Espagne et en Italie... Dans les théâtres, salles de concerts, festivals...
- Trio Utgé-Royo en concert... tourne depuis 2018. Avec Léo Nissim au piano et Jean My Truong aux percussions... Chansons personnelles et divers "emprunts" à Brassens, Vian, Brel...
- La longue mémoire. En trio, quartet ou quintet... Depuis 2015.
- L'Espoir têtu, spectacle musical de Serge Utgé-Royo, mis en espace par Med Hondo, depuis 2012.
- Memorias ibéricas, No pasarán !, chansons de la Guerre d'Espagne et chansons personnelles d'un fils d'exilés antifascistes espagnols... Spectacle autour de l'exil, en constant remodelage et perpétuelle réécriture !
- D'amour et de révolte, autour de Léo Ferré. Utgé-Royo chante Ferré et mêle quelques chansons de Serge à celles de Léo. Avec les éditions La mémoire et la mer (Italie), depuis 2011.
- Contrechants..., spectacle musical de Serge Utgé-Royo, chansons d'espoir et de luttes, depuis 2005.

## Théâtre et cinéma
- L'Opéra de quat'sous, de Bertolt Brecht et Kurt Weil, Belgique, 1988 à 1990.
- Doriana et Valentino, RTBF, Belgique, 1989.
- Les Vacances, de Jean-Claude Grumberg, RTBF, Belgique, 1991.
- Marins sur Terre, comédie musicale de Serge Utgé-Royo et Jacques-Ivan Duchesne, de 1992 à 1996.
- L'Arc-en-ciel des hommes, conte musical de Serge Utgé-Royo, en scène, de 1993 à 2006.
- La Guerre de 2 000 ans, de Kateb Yacine, mise en scène Med Hondo, création TGP Saint-Denis, puis tournée, à partir de 2003.
- La Commune n'est pas morte !, spectacle musical de Serge Utgé-Royo, à partir de 2006.
- L'Espoir têtu, spectacle musical de Serge Utgé-Royo, mis en espace par Med Hondo, à partir de 2009.
- Parole de la Nueve, d'après des témoignages des hommes de la Nueve, antifascistes espagnols, mise en espace d'Armand Gatti avec Jean-Marc Luneau, à partir de 2014. Lieu de création : La parole errante, Montreuil (93).
- Des chansons de Serge Utgé-Royo résonnent dans  plusieurs films, notamment Watani, un monde sans mal de Med Hondo, Le camp d'Argelès de Felip Solé, Au pays d'Usinor de Richard Prost, Ne vivons plus comme des esclaves et Je lutte donc je suis de Yannis Youlountas...